# Ligue A de la Ligue des nations de la CONCACAF 2024-2025
 (octobre 2024).
Navigation
Ligue A 2023-2024 Ligue A 2026-2027
La Ligue A de la Ligue des nations de la CONCACAF 2024-2025 est la première division de la Ligue des nations 2024-2025, quatrième édition d'une compétition impliquant les équipes nationales masculines des 41 fédérations membres de la CONCACAF. Elle se déroule du 5 septembre au 15 octobre 2024, suivi des quarts de finale du 11 novembre au 19 novembre 2024. La phase finale a lieu du 20 au 23 mars 2025.

## Format
La Ligue A conserve le même format introduit pour la saison 2023-24, composé d'une phase de groupe, d'un tour de quarts de finale, d'un tour de barrage et de la finale. Les 16 équipes impliquées accèdent à la compétition en phase de groupe ou directement en quarts de finale en fonction de leur position dans le classement CONCACAF (au 31 mars 2024), les 12 équipes les moins bien classées entrant en phase de groupe et les 4 équipes les mieux classées recevant un laissez-passer direct pour le tour des quarts de finale.
La phase de groupe se compose de deux groupes de six équipes, chaque équipe jouant quatre matchs contre des adversaires de son groupe (deux à domicile et deux à l'extérieur) sur la base du système suisse. Les deux meilleures équipes de chaque groupe se qualifieront pour les quarts de finale où elles rejoindront les 4 équipes qualifiées directement pour ce tour. Les deux dernières équipes de chaque groupe seront reléguées à la Ligue des Nations B de la CONCACAF 2026-27, mais se qualifieront également pour le tour de barrage, au cours duquel elles rejoindront quatre équipes de la Ligue C afin de concourir pour se qualifier pour le tournoi de qualification de la Gold Cup de la CONCACAF 2025.
Les quarts de finale se joueront en matches aller-retour, les quatre vainqueurs se qualifiant directement pour la finale de la Ligue des Nations et la Gold Cup de la CONCACAF 2025. La finale de la Ligue des Nations, composée d'une demi-finale, d'un match pour la troisième place et d'un match final, se jouera en mars 2025 au SoFi Stadium d'Inglewood.

### Changements d'équipes
| Promus de Ligue B                  |
| ---------------------------------- |
| Guyane Guadeloupe Guyana Nicaragua |

### Tirage au sort
Les chapeaux ont été confirmés le 19 avril 2024, les douze équipes les moins bien classées de la Ligue A, selon le classement CONCACAF au 31 mars 2024, étant réparties en six chapeaux de deux équipes. Les quatre équipes les mieux classées (Mexique, États-Unis, Panama et Canada) sont directement qualifiées en quarts de finale.
| Équipe     | Coeff | Classement |
| ---------- | ----- | ---------- |
| Jamaïque   | 1677  | 5          |
| Costa Rica | 1621  | 6          |

| Équipe    | Coeff | Classement |
| --------- | ----- | ---------- |
| Honduras  | 1431  | 7          |
| Guatemala | 1395  | 9          |

| Équipe            | Coeff | Classement |
| ----------------- | ----- | ---------- |
| Trinité-et-Tobago | 1344  | 10         |
| Martinique        | 1322  | 11         |

| Équipe     | Coeff | Classement |
| ---------- | ----- | ---------- |
| Cuba       | 1158  | 13         |
| Guadeloupe | 1119  | 15         |

| Équipe    | Coeff | Classement |
| --------- | ----- | ---------- |
| Nicaragua | 1112  | 16         |
| Suriname  | 1070  | 17         |

| Équipe | Coeff | Classement |
| ------ | ----- | ---------- |
| Guyane | 1058  | 18         |
| Guyana | 1054  | 19         |

## Phase de groupes
Le tirage au sort de la phase de groupe a eu lieu le 6 mai 2024, à 19h00 EDT (UTC−4), à Miami, en Floride, aux États-Unis, où les douze équipes impliquées ont été réparties en deux groupes de six. Le tirage au sort a commencé par sélectionner au hasard une équipe du Pot 1 et la placer dans le Groupe A, puis par sélectionner l'équipe restante du Pot 1 et la placer dans le Groupe B. Le tirage au sort s'est poursuivi avec la même procédure que pour les pots restants.
Les horaires indiqués sont en heure de l'Est, sauf indications contraires.
Légende des classements
- Qualification pour les quarts de finale
- Relégation en Ligue B

### Groupe A
| Rang | Équipe       | Pts | J | G | N | P | Bp | Bc | Diff |  | Résultats (▼ dom., ► ext.) |     |     |     |     |     |     |
| ---- | ------------ | --- | - | - | - | - | -- | -- | ---- |  | -------------------------- | --- | --- | --- | --- | --- | --- |
| 1    | Costa Rica   | 8   | 4 | 2 | 2 | 0 | 7  | 1  | +6   |  | Costa Rica                 |     |     | 3-0 |     | 3-0 |     |
| 2    | Suriname     | 7   | 4 | 2 | 1 | 1 | 9  | 4  | +5   |  | Suriname                   | 1-1 |     |     |     |     | 5-1 |
| 3    | Guatemala    | 7   | 4 | 2 | 1 | 1 | 6  | 5  | +1   |  | Guatemala                  | 0-0 |     |     | 3-1 |     |     |
| 4    | Martinique   | 5   | 4 | 1 | 2 | 1 | 4  | 5  | -1   |  | Martinique                 |     |     |     |     | 0-0 | 2-2 |
| 5    | Guadeloupe P | 4   | 4 | 1 | 1 | 2 | 1  | 4  | -3   |  | Guadeloupe P               |     | 1-0 |     | 0-1 |     |     |
| 6    | Guyana P     | 1   | 4 | 0 | 1 | 3 | 5  | 13 | -8   |  | Guyana P                   |     | 1-3 | 1-3 |     |     |     |

| 1re journée            | Guyana      | 1 - 3   | Suriname                                      | Synthetic Track and Field Facility, Leonora     |                                                 |
| 5 septembre 2024 19h00 | Glasgow 43e | (1 - 1) | 18e van der Kust · 66e Montnor · 83e Misidjan | Spectateurs : 500 Arbitrage : Christopher Mason | Spectateurs : 500 Arbitrage : Christopher Mason |
| 5 septembre 2024 19h00 | Rapport     |         |                                               | Spectateurs : 500 Arbitrage : Christopher Mason | Spectateurs : 500 Arbitrage : Christopher Mason |

| 5 septembre 2024 | Costa Rica                                     | 3 - 0   | Guadeloupe | Stade national du Costa Rica, San José             |                                                    |
| 18h00 UTC-6      | Calvo 50e · Gravillon 77e (csc) · Madrigal 81e | (0 - 0) |            | Spectateurs : 7 542 Arbitrage : Katia Itzel García | Spectateurs : 7 542 Arbitrage : Katia Itzel García |
| 18h00 UTC-6      | Rapport                                        |         |            | Spectateurs : 7 542 Arbitrage : Katia Itzel García | Spectateurs : 7 542 Arbitrage : Katia Itzel García |

| 5 septembre 2024 | Guatemala                             | 3 - 1   | Martinique | Stade Doroteo Guamuch Flores, Guatemala      |                                              |
| 20h00 UTC-6      | Rubin 3e · Pinto 61e · Martínez 90+5e | (1 - 0) | 51e Appin  | Spectateurs : 14 006 Arbitrage : José Torres | Spectateurs : 14 006 Arbitrage : José Torres |
| 20h00 UTC-6      | Rapport                               |         |            | Spectateurs : 14 006 Arbitrage : José Torres | Spectateurs : 14 006 Arbitrage : José Torres |

| 2e journée             | Guadeloupe   | 1 - 0   | Suriname | Stade Roger-Zami, Le Gosier                |                                            |
| 9 septembre 2024 16h00 | Leborgne 67e | (0 - 0) |          | Spectateurs : 1 850 Arbitrage : Reon Radix | Spectateurs : 1 850 Arbitrage : Reon Radix |
| 9 septembre 2024 16h00 | Rapport      |         |          | Spectateurs : 1 850 Arbitrage : Reon Radix | Spectateurs : 1 850 Arbitrage : Reon Radix |

| 9 septembre 2024 | Martinique                | 2 - 2   | Guyana        | Stade Pierre-Aliker, Fort-de-France           |                                               |
| 16h00            | Labeau 45+2e · Varane 86e | (1 - 2) | 14e 24e Jones | Spectateurs : 220 Arbitrage : Kwinsi Williams | Spectateurs : 220 Arbitrage : Kwinsi Williams |
| 16h00            | Rapport                   |         |               | Spectateurs : 220 Arbitrage : Kwinsi Williams | Spectateurs : 220 Arbitrage : Kwinsi Williams |

| 9 septembre 2024 | Guatemala | 0 - 0   | Costa Rica | Stade Doroteo Guamuch Flores, Guatemala                  |                                                          |
| 20h00 UTC-6      |           | (0 - 0) |            | Spectateurs : 18 115 Arbitrage : Daniel Quintero Huitrón | Spectateurs : 18 115 Arbitrage : Daniel Quintero Huitrón |
| 20h00 UTC-6      | Rapport   |         |            | Spectateurs : 18 115 Arbitrage : Daniel Quintero Huitrón | Spectateurs : 18 115 Arbitrage : Daniel Quintero Huitrón |

| 3e journée            | Guadeloupe | 0 - 1   | Martinique | Stade Roger-Zami, Le Gosier                  |                                              |
| 11 octobre 2024 16h00 |            | (0 - 0) | 86e Labeau | Spectateurs : 1 820 Arbitrage : Selvin Brown | Spectateurs : 1 820 Arbitrage : Selvin Brown |
| 11 octobre 2024 16h00 | Rapport    |         |            | Spectateurs : 1 820 Arbitrage : Selvin Brown | Spectateurs : 1 820 Arbitrage : Selvin Brown |

| 11 octobre 2024 | Suriname    | 1 - 1   | Costa Rica  | Stade Pierre-Aliker, Fort-de-France             |                                                 |
| 19h00 UTC-3     | Vlijter 34e | (1 - 1) | 12e Alcócer | Spectateurs : 3 274 Arbitrage : Adonai Escobedo | Spectateurs : 3 274 Arbitrage : Adonai Escobedo |
| 19h00 UTC-3     | Rapport     |         |             | Spectateurs : 3 274 Arbitrage : Adonai Escobedo | Spectateurs : 3 274 Arbitrage : Adonai Escobedo |

| 11 octobre 2024 | Guyana           | 1 - 3   | Guatemala                        | Synthetic Track and Field Facility, Leonora  |                                              |
| 21h00           | Duke-McKenna 31e | (1 - 1) | 17e 68e Santis · 61e Castellanos | Spectateurs : 756 Arbitrage : Ismael Cornejo | Spectateurs : 756 Arbitrage : Ismael Cornejo |
| 21h00           | Rapport          |         |                                  | Spectateurs : 756 Arbitrage : Ismael Cornejo | Spectateurs : 756 Arbitrage : Ismael Cornejo |

| 4e journée                  | Costa Rica                           | 3 - 0   | Guatemala | Stade national du Costa Rica, San José            |                                                   |
| 16 octobre 2024 18h00 UTC-6 | Madrigal 9e · Vargas 38e · Calvo 72e | (2 - 0) |           | Spectateurs : 20 450 Arbitrage : Joseph Dickerson | Spectateurs : 20 450 Arbitrage : Joseph Dickerson |
| 16 octobre 2024 18h00 UTC-6 | Rapport                              |         |           | Spectateurs : 20 450 Arbitrage : Joseph Dickerson | Spectateurs : 20 450 Arbitrage : Joseph Dickerson |

| 15 octobre 2024 | Martinique | 0 - 0   | Guadeloupe | Stade Roger Zami, Le Gosier                         |                                                     |
| 20h00           |            | (0 - 0) |            | Spectateurs : 1 550 Arbitrage : Pierre Luc Lauziere | Spectateurs : 1 550 Arbitrage : Pierre Luc Lauziere |
| 20h00           | Rapport    |         |            | Spectateurs : 1 550 Arbitrage : Pierre Luc Lauziere | Spectateurs : 1 550 Arbitrage : Pierre Luc Lauziere |

| 15 octobre 2024 | Suriname                                               | 5 - 1   | Guyana      | Dr. Ir. Franklin Essed Stadion, Paramaribo    |                                               |
| 21h00 UTC-3     | Becker 3e 10e · Misidjan 33e · Jubitana 51e · Haps 69e | (3 - 1) | 13e J.Jones | Spectateurs : 3 274 Arbitrage : Steffon Dewar | Spectateurs : 3 274 Arbitrage : Steffon Dewar |
| 21h00 UTC-3     | Rapport                                                |         |             | Spectateurs : 3 274 Arbitrage : Steffon Dewar | Spectateurs : 3 274 Arbitrage : Steffon Dewar |

### Groupe B
| Rang | Équipe            | Pts | J | G | N | P | Bp | Bc | Diff |  | Résultats (▼ dom., ► ext.) |     |     |     |     |     |     |
| ---- | ----------------- | --- | - | - | - | - | -- | -- | ---- |  | -------------------------- | --- | --- | --- | --- | --- | --- |
| 1    | Jamaïque          | 8   | 4 | 2 | 2 | 0 | 4  | 1  | +3   |  | Jamaïque                   |     | 0-0 |     |     | 0-0 |     |
| 2    | Honduras          | 7   | 4 | 2 | 1 | 1 | 8  | 4  | +4   |  | Honduras                   | 1-2 |     |     | 4-0 |     |     |
| 3    | Nicaragua P       | 7   | 4 | 2 | 1 | 1 | 5  | 5  | 0    |  | Nicaragua P                | 0-2 |     |     |     |     | 3-2 |
| 4    | Trinité-et-Tobago | 5   | 4 | 1 | 2 | 1 | 5  | 7  | -2   |  | Trinité-et-Tobago          |     |     |     |     | 3-1 | 0-0 |
| 5    | Cuba              | 3   | 4 | 0 | 3 | 1 | 4  | 6  | -2   |  | Cuba                       |     |     | 1-1 | 2-2 |     |     |
| 6    | Guyane P          | 1   | 4 | 0 | 1 | 3 | 4  | 7  | -3   |  | Guyane P                   |     | 2-3 | 0-1 |     |     |     |

| 1re journée                  | Guyane  | 0 - 1   | Nicaragua      | Stade Edmard-Lama, Cayenne               |                                          |
| 6 septembre 2024 16h00 UTC-3 |         | (0 - 0) | 90+5e Talavera | Spectateurs : 450 Arbitrage : Julio Luna | Spectateurs : 450 Arbitrage : Julio Luna |
| 6 septembre 2024 16h00 UTC-3 | Rapport |         |                | Spectateurs : 450 Arbitrage : Julio Luna | Spectateurs : 450 Arbitrage : Julio Luna |

| 6 septembre 2024 | Jamaïque | 0 - 0   | Cuba | Independence Park, Kingston                        |                                                    |
| 19h00 UTC-5      |          | (0 - 0) |      | Spectateurs : 9 900 Arbitrage : Filiberto Martínez | Spectateurs : 9 900 Arbitrage : Filiberto Martínez |
| 19h00 UTC-5      | Rapport  |         |      | Spectateurs : 9 900 Arbitrage : Filiberto Martínez | Spectateurs : 9 900 Arbitrage : Filiberto Martínez |

| 6 septembre 2024 | Honduras                                               | 4 - 0   | Trinité-et-Tobago | Stade José de la Paz Herrera Uclés, Tegucigalpa         |                                                         |
| 20h00 UTC-6      | López 39e · Arriaga 45+2e · E.Rodríguez 54e · Ruíz 86e | (2 - 0) |                   | Spectateurs : 7 481 Arbitrage : Daniel Quintero Huitrón | Spectateurs : 7 481 Arbitrage : Daniel Quintero Huitrón |
| 20h00 UTC-6      | Rapport                                                |         |                   | Spectateurs : 7 481 Arbitrage : Daniel Quintero Huitrón | Spectateurs : 7 481 Arbitrage : Daniel Quintero Huitrón |

| 2e journée              | Cuba       | 1 - 1   | Nicaragua      | Estadio Antonio Maceo, Santiago de Cuba             |                                                     |
| 10 septembre 2024 16h00 | Espino 42e | (1 - 0) | 90+7e Talavera | Spectateurs : 3 565 Arbitrage : Pierre Luc Lauziere | Spectateurs : 3 565 Arbitrage : Pierre Luc Lauziere |
| 10 septembre 2024 16h00 | Rapport    |         |                | Spectateurs : 3 565 Arbitrage : Pierre Luc Lauziere | Spectateurs : 3 565 Arbitrage : Pierre Luc Lauziere |

| 10 septembre 2024 | Trinité-et-Tobago | 0 - 0   | Guyane | Stade Dwight-Yorke, Bacolet                     |                                                 |
| 19h00             |                   | (0 - 0) |        | Spectateurs : 2 100 Arbitrage : Adonis Carrasco | Spectateurs : 2 100 Arbitrage : Adonis Carrasco |
| 19h00             | Rapport           |         |        | Spectateurs : 2 100 Arbitrage : Adonis Carrasco | Spectateurs : 2 100 Arbitrage : Adonis Carrasco |

| 10 septembre 2024 | Honduras | 1 - 2   | Jamaïque                          | Stade José de la Paz Herrera Uclés, Tegucigalpa |                                      |
| 20h00 UTC-6       | Ruíz 50e | (0 - 0) | 49e (csc) Maldonado · 76e Antonio | Arbitrage : Víctor Cáceres Hernández            | Arbitrage : Víctor Cáceres Hernández |
| 20h00 UTC-6       | Rapport  |         |                                   | Arbitrage : Víctor Cáceres Hernández            | Arbitrage : Víctor Cáceres Hernández |

| 3e journée                  | Guyane                  | 2 - 3   | Honduras                                       | Stade Sinnamary, Sinnamary                  |                                             |
| 10 octobre 2024 16h30 UTC-5 | Galas 56e · Haabo 90+4e | (0 - 1) | 45+1e Lozano · 67e Deybi Flores · 74e Benguché | Spectateurs : 204 Arbitrage : Lukasz Szpala | Spectateurs : 204 Arbitrage : Lukasz Szpala |
| 10 octobre 2024 16h30 UTC-5 | Rapport                 |         |                                                | Spectateurs : 204 Arbitrage : Lukasz Szpala | Spectateurs : 204 Arbitrage : Lukasz Szpala |

| 10 octobre 2024 | Cuba                     | 2 - 2   | Trinité-et-Tobago       | Estadio Antonio Maceo, Santiago de Cuba      |                                              |
| 16h00           | Reyes 64e · Casanova 75e | (0 - 1) | 8e Bateau · 70e J.Jones | Spectateurs : 4 500 Arbitrage : Sergio Reyna | Spectateurs : 4 500 Arbitrage : Sergio Reyna |
| 16h00           | Rapport                  |         |                         | Spectateurs : 4 500 Arbitrage : Sergio Reyna | Spectateurs : 4 500 Arbitrage : Sergio Reyna |

| 10 octobre 2024 | Nicaragua | 0 - 2   | Jamaïque                         | Stade national Dennis Martínez, Managua        |                                                |
| 20h00 UTC-6     |           | (0 - 1) | 32e (csc) Quijano · 69e Williams | Spectateurs : 16 630 Arbitrage : Mario Escobar | Spectateurs : 16 630 Arbitrage : Mario Escobar |
| 20h00 UTC-6     | Rapport   |         |                                  | Spectateurs : 16 630 Arbitrage : Mario Escobar | Spectateurs : 16 630 Arbitrage : Mario Escobar |

| 4e journée                  | Jamaïque | 0 - 0   | Honduras | Independence Park, Kingston                         |                                                     |
| 14 octobre 2024 20h00 UTC-5 |          | (0 - 0) |          | Spectateurs : 11 263 Arbitrage : Armando Villarreal | Spectateurs : 11 263 Arbitrage : Armando Villarreal |
| 14 octobre 2024 20h00 UTC-5 | Rapport  |         |          | Spectateurs : 11 263 Arbitrage : Armando Villarreal | Spectateurs : 11 263 Arbitrage : Armando Villarreal |

| 14 octobre 2024 | Trinité-et-Tobago                   | 3 - 1   | Cuba      | Stade Dwight-Yorke, Bacolet               |                                           |
| 21h00           | Gilbert 13e · J.Jones 28e · Gil 65e | (2 - 0) | 62e Matos | Spectateurs : 353 Arbitrage : Bryan López | Spectateurs : 353 Arbitrage : Bryan López |
| 21h00           | Rapport                             |         |           | Spectateurs : 353 Arbitrage : Bryan López | Spectateurs : 353 Arbitrage : Bryan López |

| 14 octobre 2024 | Nicaragua                             | 3 - 2   | Guyane               | Stade national Dennis Martínez, Managua      |                                              |
| 19h00 UTC-6     | Moreno 54e · Barrera 79e · Fletes 84e | (0 - 1) | 16e Baal · 62e Haabo | Spectateurs : 12 634 Arbitrage : Iván Bárton | Spectateurs : 12 634 Arbitrage : Iván Bárton |
| 19h00 UTC-6     | Rapport                               |         |                      | Spectateurs : 12 634 Arbitrage : Iván Bárton | Spectateurs : 12 634 Arbitrage : Iván Bárton |

## Quarts de finale
Les appariements des quarts de finale ont été déterminés sur la base du classement CONCACAF publié après la fenêtre de match de la FIFA d'octobre 2024 pour les quatre équipes pré-têtes de série et des résultats de la phase de groupes pour les vainqueurs et les finalistes de chaque groupe.
| # | Nations    | Pts   |
| - | ---------- | ----- |
| 1 | Mexique    | 1 900 |
| 2 | Canada     | 1 807 |
| 3 | États-Unis | 1 776 |
| 4 | Panama     | 1 730 |

| Rang | Équipe     | Pts | J | G | N | P | Bp | Bc | Diff |
| ---- | ---------- | --- | - | - | - | - | -- | -- | ---- |
| 1    | Costa Rica | 8   | 4 | 2 | 2 | 0 | 7  | 1  | +6   |
| 2    | Jamaïque   | 8   | 4 | 2 | 2 | 0 | 4  | 1  | +3   |
|      |            |     |   |   |   |   |    |    |      |
| 3    | Suriname   | 7   | 4 | 2 | 1 | 1 | 9  | 4  | +5   |
| 4    | Honduras   | 7   | 4 | 2 | 1 | 1 | 8  | 4  | +4   |

Les confrontations sont les suivantes :
- Quarts de finale 1 (QF1) : équipe classée quatrième contre le meilleur vainqueur de groupe
- Quarts de finale 2 (QF2) : équipe classée troisième contre le deuxième vainqueur de groupe
- Quarts de finale 3 (QF3) : Équipe classée deuxième contre le meilleur deuxième de groupe
- Quarts de finale 4 (QF4) : Équipe classée première contre le moins bon deuxième de groupe.

| Équipe     | Aller | Total | Retour | Équipe     |
| ---------- | ----- | ----- | ------ | ---------- |
| Costa Rica | 0 - 1 | 2 - 3 | 2 - 2  | Panama     |
| Jamaïque   | 0 - 1 | 2 - 5 | 2 - 4  | États-Unis |
| Suriname   | 0 - 1 | 0 - 4 | 0 - 3  | Canada     |
| Honduras   | 2 - 0 | 2 - 4 | 0 - 4  | Mexique    |

### Matchs
| 14 novembre 2024 | Costa Rica | 0 - 1   | Panama             | Stade national, San José                       |                                                |
| 20h00 UTC-6      |            | (0 - 0) | 66e (pen.) Fajardo | Spectateurs : 29 201 Arbitrage : Saíd Martínez | Spectateurs : 29 201 Arbitrage : Saíd Martínez |
| 20h00 UTC-6      | Rapport    |         |                    | Spectateurs : 29 201 Arbitrage : Saíd Martínez | Spectateurs : 29 201 Arbitrage : Saíd Martínez |

| 18 novembre 2024 | Panama                         | 2 - 2   | Costa Rica              | Stade Rommel-Fernández, Panama |                         |
| 21h00            | Blackman 14e · Rodríguez 45+3e | (2 - 1) | 24e Bran · 73e Martínez | Arbitrage : César Ramos        | Arbitrage : César Ramos |
| 21h00            | Rapport                        |         |                         | Arbitrage : César Ramos        | Arbitrage : César Ramos |

| 14 novembre 2024 | Jamaïque | 0 - 1   | États-Unis | Independence Park, Kingston       |                                   |
| 20h00            |          | (0 - 1) | 5e Pepi    | Arbitrage : Juan Gabriel Calderón | Arbitrage : Juan Gabriel Calderón |
| 20h00            | Rapport  |         |            | Arbitrage : Juan Gabriel Calderón | Arbitrage : Juan Gabriel Calderón |

| 18 novembre 2024 | États-Unis                                            | 4 - 2   | Jamaïque     | CityPark, Saint-Louis                          |                                                |
| 19h00 UTC-6      | Pulisic 14e · Bernard 33e (csc) · Pepi 42e · Weah 56e | (3 - 0) | 53e 68e Gray | Spectateurs : 21 080 Arbitrage : Mario Escobar | Spectateurs : 21 080 Arbitrage : Mario Escobar |
| 19h00 UTC-6      | Rapport                                               |         |              | Spectateurs : 21 080 Arbitrage : Mario Escobar | Spectateurs : 21 080 Arbitrage : Mario Escobar |

| 15 novembre 2024 | Suriname | 0 - 1   | Canada      | Stade Franklin-Essed (en), Paramaribo         |                                               |
| 20h30 UTC-3      |          | (0 - 0) | 82e Hoilett | Spectateurs : 3 500 Arbitrage : Oshane Nation | Spectateurs : 3 500 Arbitrage : Oshane Nation |
| 20h30 UTC-3      | Rapport  |         |             | Spectateurs : 3 500 Arbitrage : Oshane Nation | Spectateurs : 3 500 Arbitrage : Oshane Nation |

| 19 novembre 2024 | Canada                          | 3 - 0   | Suriname | BMO Field, Toronto       |                          |
| 19h30            | David 23e · Shaffelburg 30e 67e | (2 - 0) |          | Arbitrage : Katia García | Arbitrage : Katia García |
| 19h30            | Rapport                         |         |          | Arbitrage : Katia García | Arbitrage : Katia García |

| 15 novembre 2024 | Honduras      | 2 - 0   | Mexique | Stade Francisco-Morazán, San Pedro Sula       |                                               |
| 20h00 UTC-6      | Palma 64e 83e | (0 - 0) |         | Spectateurs : 12 866 Arbitrage : Walter López | Spectateurs : 12 866 Arbitrage : Walter López |
| 20h00 UTC-6      | Rapport       |         |         | Spectateurs : 12 866 Arbitrage : Walter López | Spectateurs : 12 866 Arbitrage : Walter López |

| 19 novembre 2024 | Mexique                                               | 4 - 0   | Honduras | Stade Nemesio-Díez, Toluca |                          |
| 20h30 UTC-6      | Jiménez 42e · Martín 72e 90+7e (pen.) · J.Sánchez 85e | (1 - 0) |          | Arbitrage : Drew Fischer   | Arbitrage : Drew Fischer |
| 20h30 UTC-6      | Rapport                                               |         |          | Arbitrage : Drew Fischer   | Arbitrage : Drew Fischer |

## Tableau
|  | Demi-finales             | Demi-finales             | Demi-finales             | Demi-finales             |                               |        | Finale                   | Finale                   | Finale                   | Finale                   |
|  |                          |                          |                          |                          |                               |        |                          |                          |                          |                          |
|  | 20 mars 2025 - Inglewood | 20 mars 2025 - Inglewood | 20 mars 2025 - Inglewood | 20 mars 2025 - Inglewood |                               |        | 23 mars 2025 - Inglewood | 23 mars 2025 - Inglewood | 23 mars 2025 - Inglewood | 23 mars 2025 - Inglewood |
|  | États-Unis               | États-Unis               | 0                        | 0                        |                               |        | 23 mars 2025 - Inglewood | 23 mars 2025 - Inglewood | 23 mars 2025 - Inglewood | 23 mars 2025 - Inglewood |
|  | États-Unis               | États-Unis               | 0                        | 0                        |                               |        | 23 mars 2025 - Inglewood | 23 mars 2025 - Inglewood | 23 mars 2025 - Inglewood | 23 mars 2025 - Inglewood |
|  | Panama                   | Panama                   | 1                        | 1                        |                               |        | 23 mars 2025 - Inglewood | 23 mars 2025 - Inglewood | 23 mars 2025 - Inglewood | 23 mars 2025 - Inglewood |
|  | Panama                   | Panama                   | 1                        | 1                        | Panama                        | Panama | 1                        | 1                        |                          |                          |
|  | 20 mars 2025 - Inglewood |                          |                          |                          | Panama                        | Panama | 1                        | 1                        |                          |                          |
|  |                          |                          | Mexique                  | Mexique                  | 2                             | 2      |                          |                          |                          |                          |
|  | Canada                   | Canada                   | Mexique                  | Mexique                  | 2                             | 2      | 0                        | 0                        |                          |                          |
|  | Canada                   | Canada                   |                          |                          |                               |        |                          | 0                        |                          |                          |
|  | Mexique                  | Mexique                  | 2                        | 2                        |                               |        |                          |                          |                          |                          |
|  | Mexique                  | Mexique                  | 2                        | 2                        | Match pour la troisième place |        |                          |                          |                          |                          |
|  |                          |                          |                          |                          |                               |        |                          |                          |                          |                          |
|  | 23 mars 2025 - Inglewood |                          |                          |                          |                               |        |                          |                          |                          |                          |
|  | États-Unis               | États-Unis               | 1                        | 1                        |                               |        |                          |                          |                          |                          |
|  | États-Unis               | États-Unis               | 1                        | 1                        |                               |        |                          |                          |                          |                          |
|  | Canada                   | Canada                   | 2                        | 2                        |                               |        |                          |                          |                          |                          |
|  | Canada                   | Canada                   | 2                        | 2                        |                               |        |                          |                          |                          |                          |

### Demi-finales
| 20 mars 2025 | États-Unis | 0 - 1   | Panama         | SoFi Stadium, Inglewood   |                           |
| 16h00 UTC-7  |            | (0 - 0) | 90+4e Waterman | Arbitrage : Oshane Nation | Arbitrage : Oshane Nation |
| 16h00 UTC-7  | Rapport    |         |                | Arbitrage : Oshane Nation | Arbitrage : Oshane Nation |

Le Panama crée la surprise en battant les États-Unis 1-0 en demi-finale, après l'ouverture du score de Cecilio Waterman dans les arrêts de jeu.
| 20 mars 2025 | Canada  | 0 - 2   | Mexique         | SoFi Stadium, Inglewood   |                           |
| 19h30 UTC-7  |         | (0 - 1) | 1re 75e Jiménez | Arbitrage : Said Martínez | Arbitrage : Said Martínez |
| 19h30 UTC-7  | Rapport |         |                 | Arbitrage : Said Martínez | Arbitrage : Said Martínez |

Lors de la seconde demi-finale, le Canada a été battu 2-0 par le Mexique. Raul Jimenez a ouvert le score dès la première minute. En seconde période, Jimenez a doublé la mise sur coup franc à la 75ᵉ minute, scellant la victoire mexicaine.

### Match pour la troisième place
Lors du match pour la troisième place, le Canada a battu les États-Unis (2-1). Tani Oluwaseyi a ouvert le score pour le Canada, suivi d'une égalisation de Patrick Agyemang pour les États-Unis. Jonathan David a ensuite inscrit le but décisif, assurant la victoire canadienne,.
| 23 mars 2025 | Canada                    | 2 - 1   | États-Unis   | SoFi Stadium, Inglewood        |                                |
| 15h00 UTC-7  | Oluwaseyi 27e · David 59e | (1 - 1) | 35e Agyemang | Arbitrage : Katia Itzel García | Arbitrage : Katia Itzel García |
| 15h00 UTC-7  | Rapport                   |         |              | Arbitrage : Katia Itzel García | Arbitrage : Katia Itzel García |

### Finale
Le Mexique a décroché sa première Ligue des nations en battant le Panama sur le score de 2-1 en finale. Raul Jimenez a été le héros du match, marquant un doublé, dont un penalty dans le temps additionnel (90e+2).
| 23 mars 2025 | Mexique                 | 2 - 1   | Panama                    | SoFi Stadium, Inglewood                        |                                                |
| 18h30 UTC-7  | Jiménez 8e 90+2e (pen.) | (1 - 1) | 45+2e (pen.) Carrasquilla | Spectateurs : 68 212 Arbitrage : Mario Escobar | Spectateurs : 68 212 Arbitrage : Mario Escobar |
| 18h30 UTC-7  | Rapport                 |         |                           | Spectateurs : 68 212 Arbitrage : Mario Escobar | Spectateurs : 68 212 Arbitrage : Mario Escobar |

## Classement général
| Rang                                 | Nation            | Parcours                        |
| ------------------------------------ | ----------------- | ------------------------------- |
| Médaille d'or, Amérique du Nord      |                   | Vainqueur                       |
| Médaille d'argent, Amérique du Nord  |                   | Finaliste                       |
| Médaille de bronze, Amérique du Nord |                   | Troisième                       |
| 4e                                   |                   | Quatrième                       |
|                                      |                   |                                 |
| 5e                                   |                   | Quarts de finale                |
| 6e                                   |                   | Quarts de finale                |
| 7e                                   |                   | Quarts de finale                |
| 8e                                   |                   | Quarts de finale                |
|                                      |                   |                                 |
| 9e                                   | Guatemala         | Meilleur troisième de groupe    |
| 10e                                  | Nicaragua         | 2e meilleur troisième de groupe |
|                                      |                   |                                 |
| 11e                                  | Martinique        | Meilleur quatrième de groupe    |
| 12e                                  | Trinité-et-Tobago | 2e meilleur quatrième de groupe |
|                                      |                   |                                 |
| 13e                                  | Guadeloupe        | Meilleur cinquième de groupe    |
| 14e                                  | Cuba              | 2e meilleur cinquième de groupe |
|                                      |                   |                                 |
| 15e                                  | Guyane            | Meilleur sixième de groupe      |
| 16e                                  | Guyana            | 2e meilleur sixième de groupe   |